# John Farrar
John Farrar (Melbourne, 1946. november 8. –), ausztrál énekes, dalszerző, gitáros, hangszerelő, zenei producer, a The Shadows és a Marvin, Welch & Farrar együttesek tagja, Olivia Newton-John zenei producere és számos dalának a szerzője.

## Életrajza
John Farrar 1946. november 8-án született az ausztráliai Melbourne városában. 12 éves korában kezdett gitározni, majd 16 éves korától kisebb helyi zenekarokban szerepelt. 1963-ban a The Mustangs majd 1964 és 1970 között a The Strangers együttes gitárosa volt. A The Strangers 1964-ben az év ausztrál együttese címet kapta, a hatvanas évek során hatalmas népszerűséget élvezett, ahogy írták, akkoriban heti 14 napot dolgoztak. Amikor éppen nem saját munkáikat készítették, stúdiózenekarként dolgoztak más művészek hanglemezeihez, kísérőzenekarként léptek fel hírességek ausztráliai koncertjein. A Strangers 1964 augusztusától az egyik melbourne-i televíziós csatorna, a HSV-7 popzenei műsora a The Go!! Show állandó kísérőzenekara lett, annak 1967 évi befejezéséig. John Farrar ebben a műsorban való közreműködése alatt ismerte meg későbbi feleségét Pat Carroll énekesnőt és a kezdő Olivia Newton-Johnt. Mindhármuk pályája ettől az időtől fogva szorosan összefonódott.
Olivia egy zenei tehetségkutató verseny győzteseként 1966 elején fél évesre tervezett londoni utazásra indult, néhány hónap múlva Pat Carroll is követte. Ketten megalakították a Pat and Olivia duót. Év végével Pat a vízuma lejárta miatt visszatért Ausztráliába, ahol közelebbi ismeretségbe került John Farrarral. A Pat and Olivia duó története megszakításokkal 1968-ig folytatódott. 1969-ben Pat Carroll és John Farrar összeházasodtak. Pat önálló énekesi karrierje ugyan kudarcba fulladt, de még a nyolcvanas években is szerepelt háttérénekesként Olivia koncertjein és lemezein.
Olivia fél évesre tervezett londoni útja végül több mint nyolcévesre sikeredett. Zenei és személyes partnere a Shadows együttes alapító és állandó tagja, Bruce Welch volt azokban az években. A Shadows 1970-es felbomlása után jórészt kettejüknek köszönhetően került be John Farrar a zenekar utódjának tekinthető Marvin, Welch & Farrar trióba. John Farrar és Bruce Welch Ismeretsége egyébként még azokból az időkből származik, mikor a Strangers volt kísérőzenekar a Shadows ausztráliai koncertkörútjain, Bruce már akkoriban felfigyelt John Farrar különleges gitárjátékára. Az új együtteshez való csatlakozás után John kilépett a Strangersből, majd 1970 szeptemberében feleségével Londonba költözött, a következő hét évet mindketten ott töltötték.
A triónak két albuma jelent meg: a Marvin, Welch & Farrar és a Second Opinion, de különösebb sikereket nem értek el. A trió felbomlása után Farrar és Marvin megjelentette a Hank Marvin & John Farrar albumot.
1973-ban újra összeállt a The Shadows. Mivel John Rostill ekkor már évek óta Tom Jones kísérőzenekarának tagja volt, helyette John Farrar játszott basszusgitáron az elkövetkező négy évben. John Rostill nem sokkal később, 1973 novemberében halálos áramütést szenvedett saját zenestúdiójában. A Shadows a Rockin' With Curly Leads című 1973-ban megjelent albummal nagy sikert aratott. John Farrar egyedüli angol nyelvű zenészként három alkalommal is részt vett az Eurovíziós Dalfesztiválon. 1973-ban Cliff Richard kísérőzenekarában szerepelt gitárosként és háttérénekesként a Power To All Our Friends című, második helyezést elért dalban. 1974-ben Olivia zenei producereként működött közre a Long Live Love című dalban, amely negyedik helyezést ért el. 1975-ben a The Shadows a Let Me Be The One című száma a második helyezést érte el, szintén ebben az évben évben jelent meg Specs Appeal című albumuk is.
John Farrar 1971-től Olivia Newton-John zenei producere lett. 1975-ig öt Olivia albumon működött közre dalszerzőként, hangszerelőként és gitárosként. Miután Olivia az amerikai piacon váratlanul nagy sikereket ért el, az Eurovíziós döntő után nem sokkal amerikai koncertkörútra indult, John Farrar is vele tartott. Olivia 1975-ben véglegesen áttelepült Kaliforniába, John viszont továbbra is a Shadows tagja maradt, az elkövetkező két évben mindkét feladatot ellátta, de végül 1977-ben feleségével ő is Kaliforniába költözött. Az 1975 utáni években további nyolc önálló album, két filmmusical, két válogatás egy koncertlemez, két filmzenei közreműködés valamint jó néhány sikeres dal is született John és Olivia együttműködése során.
A Grease film két legsikeresebb dala, a You're The One That I Want és a Hopelessly Devoted to You is John Farrar szerzeménye. A Xanadu dalainak a felét szintén ő írta, akárcsak az 1990-es Karácsonyi meglepetés című film két dalát. John Farrar egyetlen önálló albuma 1980-ban  jelent meg John Farrar címmel, melynek dalait önállóan vagy társszerzőként írta. 1982-ben Cher énekelte I Paralyze című, eredetileg Oliviának szánt dalát. A kilencvenes évektől kissé háttérbe húzódott. 1995-ben Tim Rice mellett társszerzője volt Cliff Richard Heathcliff című musicaljének. A musical dalainak egy része Songs from Heathcliff címmel CD lemezen is megjelent. 2008-ban énekesként közreműködött Olivia A Celebration in Song albumának Reckless című dalában.
A kiváló zenész és dalszerző, ugyanakkor csöndes, szerény és visszahúzódó természetű John Farrar a kaliforniai Malibuban él feleségével, aki 1983 és 1991 között, majd 2002 óta folyamatosan Olivia Newton-John üzlettársa a Koala Blue üzlethálózatban. Két felnőtt fiuk van, Max és Sam Farrar, mindketten zenészek.
Egyik legsikeresebb dala, a Magic újra felvett dance változata 2011 májusában az iTunes dance lista ötödik helyéig jutott, két nappal a megjelenése után.
2011-ben sok év kihagyás után Weightless címmel egy új dalt írt Olivia Newton-John számára, a dalt a Harmadnaposok (A Few Best Men) című filmben és annak filmzenei albumán hallhatjuk.
2012-ben egy új dal írt Olivia Newton-John és John Travolta This Christmas című közös karácsonyi albumához, címe I Think You Might Like It.

## Diszkográfia

### The Mustangs (1963-1964)
Hanglemez nem jelent meg

### The Strangers (1964-1970)
- Colin Cook & The Strangers - W&G Records WG 241850, 1965
- Bobby & Laurie - 1965 (kísérőzenekarként)
- The Strangers - Philips Records PDS-322, 1969
- Best of The Strangers - Fable Records, FBAB-5312, 1970

#### The Strangers kislemezek 1964 és 1970 között
Az alábbi lista csak azokat a The Strangers kislemezeket tartalmazza, melyek John Farrar tagsága alatt kerültek kiadásra, ezen időpontok előtt és után is készültek kislemezeik.
- Poppa Oom Mow Mow / Sunday Kind Of Love (W&G S 2308) 1964
- If You Gotta Make A Fool Of Somebody / Let's Go, Let's Go, Let's Go (W&G S 2410) 29. helyezés (Melbourne) 1964
- Never On A Sunday / In My Room (W&G S 2443) 1965
- Put Yourself In My Place / Fever (W&G S 2679) 1965
- Let's Go with The Strangers EP- W&G Records E-2428, 1965
- Western Union / Cool Jerk (Go!! GO-5052) #30 (Melbourne) 1967. május
- Happy Without You / Take The Time (Philips BF 412) 1968
- Lady Scorpio / California Soul (Philips BF 438) 1969
- Sweet September / Paper Cup  (Philips BF 467) 1970
- Melanie Makes Me Smile / If You Think You're Groovy (Fable FB 011) 10. helyezés 1970
- Mr. President / Looking Through The Eyes Of A Beautiful Girl (Fable FB 037) 78. helyezés 1970

### Marvin, Welch & Farrar (1970-1973)
- Live at the BBC - Unissued - BBCcopywrite - various sessions 1970-73
- Marvin, Welch & Farrar - LP/CD - RegalZonophone/see4Miles/BGO
- Second Opinion - LP/CD - RegalZonophone/see4Miles/BGO
- Hank Marvin and John Farrar - LP/CD - RegalZonophone/see4Miles/BGO
- Best of Marvin, Welch and Farrar - LP/CD - RegalZonophone/EMI
- Marmaduke - 7" - RegalZonophone
- Strike a light - 7" - RegalZonophone
- Lady of the morning - 7" - RegalZonophone
- Tiny robin - 7" - RegalZonophone
- Faithful - 7" - RegalZonophone

### Hank Marvin & John Farrar (1973)
Hank Marvin & John Farrar - LP/CD - See4Miles Records, 1973

### The Shadows (1973-1977)
- Radio2, John Peel session - Unissued - BBC copyright - 8 tracks.
- Rockin' With Curly Leads - LP/CD
- Specs Appeal - LP/CD
- Live at Paris Olympia - LP/CD
- Tasty - LP/CD
- Dakota - CD
- Shadows in the 70's - CD
- Love Deluxe - 7"
- Run, Billy, Run - 7"
- It'll Be Me, Babe - 7"
- Let me be the one - 7"
- Turn Around and Touch Me - 7"

### Egyénileg
- John Farrar - LP/CD - CBS/See4Miles Records (1980)
- With Rainine on My Mind dal, kislemez és Bobby And Laurie With Oth válogatásalbum - Fable Records
- John and Mary dal, kislemez - Fable Records
- Reckless - Olivia Newton-John duett, A Celebration in Song album (2009)

### Olivia Newton-John albumok producereként
- If Not For You
- Olivia
- Let Me Be There
- Long Live Love
- If You Love Me, Let Me Know USA válogatás
- Have You Never Been Mellow
- Clearly Love
- Come on Over
- Don’t Stop Believin’
- Making a Good Thing Better
- Olivia Newton-John's Greatest Hits válogatás
- Grease filmmusical, két dal szerzője
- Totally Hot
- Xanadu filmmusical, az album „A” oldalának szerzője és produrece
- Physical
- Olivia's Greatest Hits Vol.2 válogatás
- Két fél egy egész (Two of a Kind), a filmzenei album Olivia dalainak producere
- Love Performance koncert
- Soul Kiss
- Warm And Tender
- What if és So Strange dalok szerzője és producere az  Karácsonyi meglepetés című Olivia filmhez
- Songs from Heathcliff musical, az albumon Olivia énekével

### John Farrar szerzeményei
Olivia Newton-John számára
- A Little More Love, Totally Hot album
- Banks of the Ohio (hangszerelőként), If Not For You album
- Brotherly Love, Music Makes My Day album
- Closer To Me, Back with a Heart album
- Compassionate Man, Don’t Stop Believin’ album
- Coolin' Down, Making a Good Thing Better album
- Dancin', Xanadu album
- Don’t Stop Believin’, Don’t Stop Believin’ album
- Emotional Tangle, Soul Kiss album
- Falling, Physical album
- Fool Country, Xanadu film
- Have You Never Been Mellow, Have You Never Been Mellow album
- Home Ain't Home Anymore, Long Live Love album
- Hopelessly Devoted To You, Grease album és film
- I'm A Small And Lonely Light, Olivia album
- It'll Be Me, Come On Over album
- It's So Easy, Have You Never Been Mellow album
- Landslide, Physical album
- Love You Hold The Key, Don’t Stop Believin’ album
- Magic, Xanadu album
- Make A Move on Me, Physical album
- Maybe Then I'll Think Of You, 48 Original Tracks válogatásalbum
- Music Makes My Day, Music Makes My Day album
- My Old Man's Got A Gun, Olivia album
- Never Enough, Totally Hot album
- Overnight Observation, Soul Kiss album
- Queen Of The Publication, Soul Kiss album
- Recovery, John Farrar és Physical albumok
- Sail Into Tomorrow, Clearly Love album
- Sam, Don’t Stop Believin’ album
- Small Talk And Pride, Come On Over album
- So Strange, Karácsonyi meglepetés film
- Something Better To Do, Come On Over album
- Stranger's Touch, Physical album
- Suddenly, Xanadu album
- Suspended In Time, Xanadu album
- Tied Up, Olivia's Greatest Hits Vol.2 album
- Totally Hot, Totally Hot album
- Under My Skin, Back with a Heart album
- Warm And Tender, Warm And Tender album
- What If, Karácsonyi meglepetés film
- Whenever You're Away From Me, Xanadu album
- You Were Great, How Was I, Soul Kiss album
- You're The One That I Want, Grease album és film
- Weightless, a Harmadnaposok című filmből
- I Think You Might Like It, This Christmas album

A Marvin & Farrar album John Farrar szerzeményei 
- So Hard to Live With
- Skin Deep
- Music Makes My Day
- If I Rewrote Yesterday
- Galadriel (Spirit of Starlights)
- Love Oh Love
- Help Me Onto Your Wagon
- Small & Lonely Light

A Heathcliff musical John Farrar dalai
- A Misunderstood Man
- Sleep of the Good
- Gypsy Bundle
- The Grange Waltz
- Each to His Own
- Had To Be
- Mrs. Edgar Linton
- The Journey
- When You Thought of Me
- Dream Tomorrow
- Gambling Song
- I Do Not Love You Isabella
- Choosing When It's Too Late
- Madness of Cathy
- Marked with Death
- Be With Me Always
- The Nightmare

John Farrar album
- Reckless  3:25
- Tell Someone Who Cares  4:20
- Can't Hold Back  3:25
- Gettin' Loose  3:09
- Cheatin' His Heart Out Again  4:07
- Recovery  4:24
- It'll Be Me Babe  3:30
- Falling  3:36
- From The Heart 4:25

## Eurovíziós Dalfesztiválközreműködőként
- 1973 Power to all our friends (Cliff Richard háttérénekeseként).
- 1974 Long Live Love (Olivia Newton-John producereként)
- 1975 Let me be the one (The Shadows tagjaként).